# جون لوكومي
جون لوكومي (بالإسبانية: John Janer Lucumí)‏ (مواليد 26 يونيو 1998) هو لاعب كرة قدم كولومبي يلعب كمدافع في نادي جينك.

## روابط خارجية
- جون لوكومي على موقع الاتحاد الأوربي (الإنجليزية)
- جون لوكومي على موقع قاعدة بيانات كرة القدم.إي يو (الإنجليزية)
- جون لوكومي على موقع ناشيونال فوتبول تيمز (الإنجليزية)
- جون لوكومي على موقع Soccerway.com (الإنجليزية)
- جون لوكومي على موقع عالم كرة القدم.نت (الإنجليزية)
- جون لوكومي على موقع AS.com (الإسبانية)